# Envoyée spéciale
Envoyée spéciale est un roman de Jean Echenoz paru le 7 janvier 2016 aux éditions de Minuit.

## Résumé
Envoyée spéciale est un roman d'espionnage burlesque qui s'articule principalement autour du sort de Constance, une ancienne gloire éphémère de la chanson avec son tube Excessif. Enlevée à Paris par trois hommes employés par un général placardisé de la DGSE, Constance se retrouve loin de toute civilisation c'est-à-dire dans la campagne creusoise non loin de Châtelus-le-Marcheix et Bénévent-l'Abbaye où elle tisse peu à peu des rapports de sympathie grandissante avec ses ravisseurs. Dans le même temps, Lou Tausk, son mari, ne s'inquiète pas plus que cela de cette absence soudaine et prolongée qui lui permet de renouveler sa vie conjugale avec la secrétaire de son frère, un brillant avocat. La cure creusoise doit générer chez Constance un état d'esprit tel qu'elle puisse mener à bien la mission qui lui a été attribuée. Ladite mission l'amène ensuite à Pyongyang en Corée du Nord pour approcher le général Gang Un-ok, un dignitaire du pays prêt, malgré les risques, à déserter via la zone coréenne démilitarisée et étonnamment fan de la chanson Excessif qui fut un tube dans le pays.

## Réception critique
Le roman reçoit un accueil très favorable dans la presse lors de sa sortie,,.
À la suite de la publication de ce livre, Jean Echenoz reçoit le prix de la BnF 2016 pour l'ensemble de son œuvre littéraire qui « emprunte au roman traditionnel son sens de l’intrigue, parfois rocambolesque, tout en détournant ses codes, de manière souvent jubilatoire comme l’illustre son dernier roman Envoyée spéciale ».

## Éditions et traductions
- Les Éditions de Minuit, 2016  (ISBN 9782707329226)
- Collection « Double », Les Éditions de Minuit, 2020,  (ISBN 9782707345929)
- (en) Special Envoy: A Spy Novel, trad. Sam Taylor, The New Press (en), 2017  (ISBN 978-1620973127)
- (es) Enviada especial, trad. Javier Albiñana, éditions Anagrama, 2017  (ISBN 978-84-339-7977-3)[6]
- (nl) De spionne, trad. Reintje Ghoos et Jan Pieter van der Sterre, éditions De Geus, 2017  (ISBN 978-9044536324)
- (ca) Enviada especial, trad. Anna Casassas, éditions Raig Verd, 2017  (ISBN 9788416689309)
- (de) Unsere Frau in Pjöngjang, trad. Hinrich Schmidt-Henkel, Hanser Verlag, 2017  (ISBN 978-3-446-25679-8)